# Ashikaga-Schule

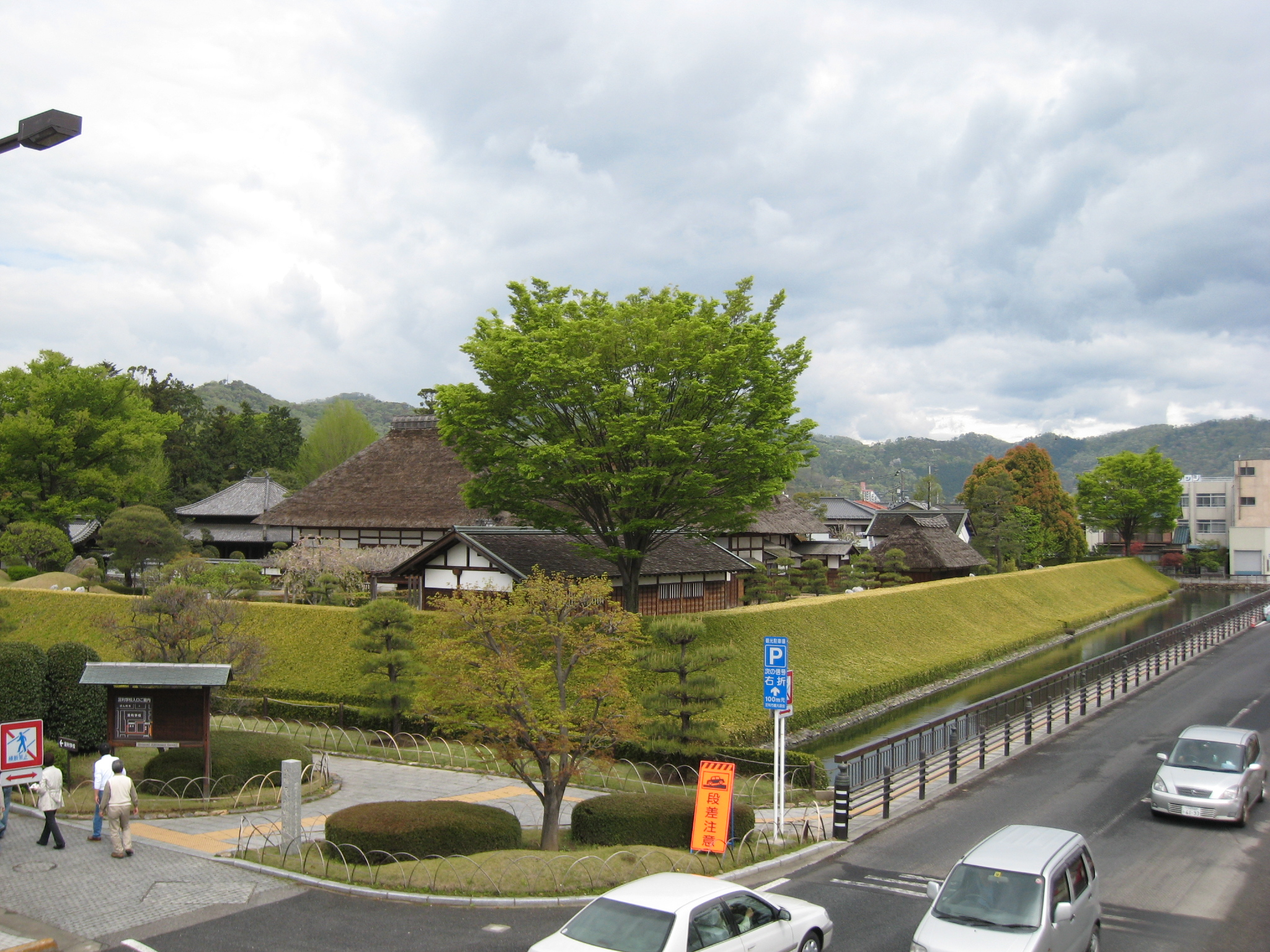
Ashikaga-Schule, östlicher Teil mit den Schulgebäuden

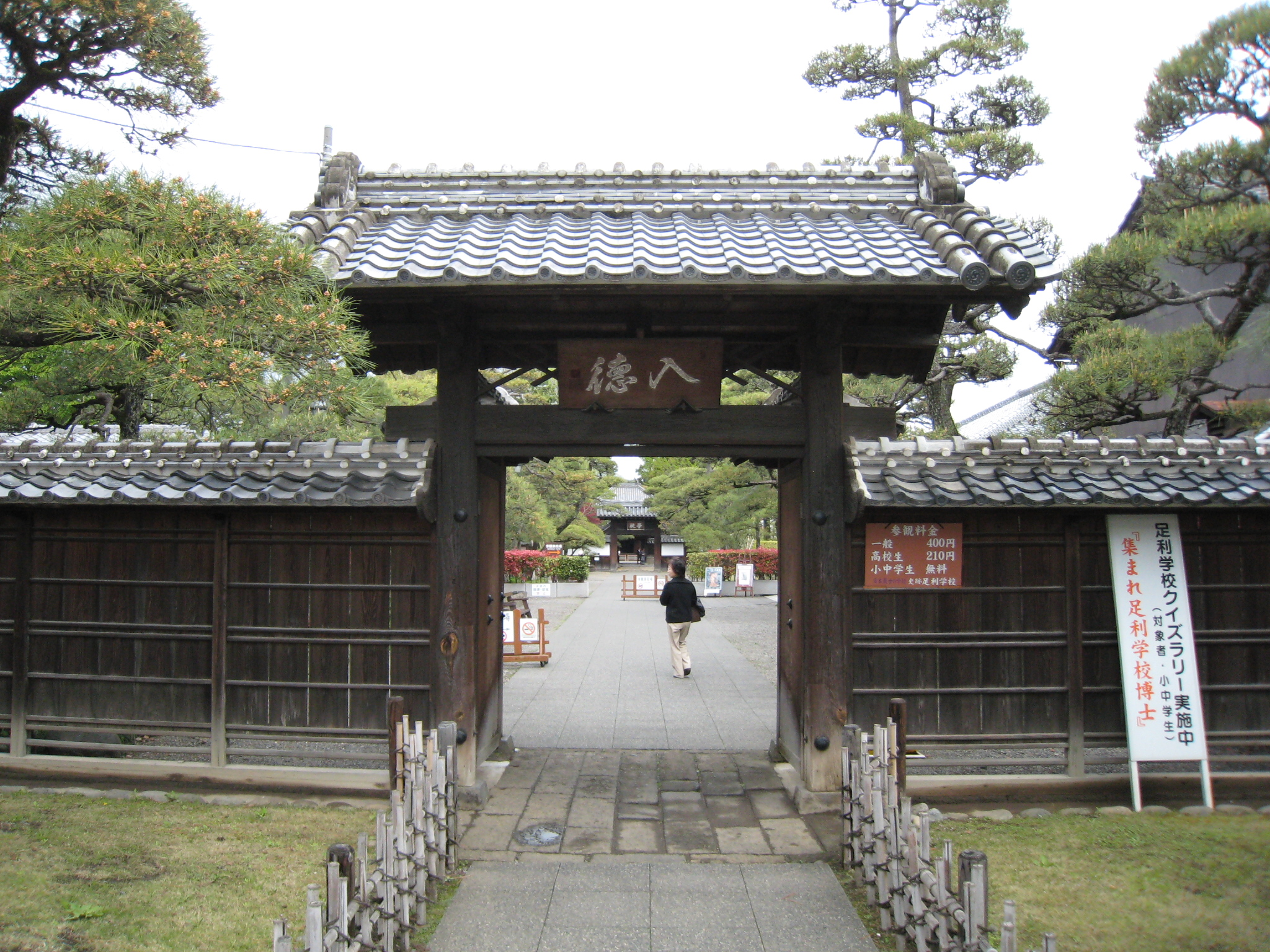
Eingang (Nyūtoku-mon)

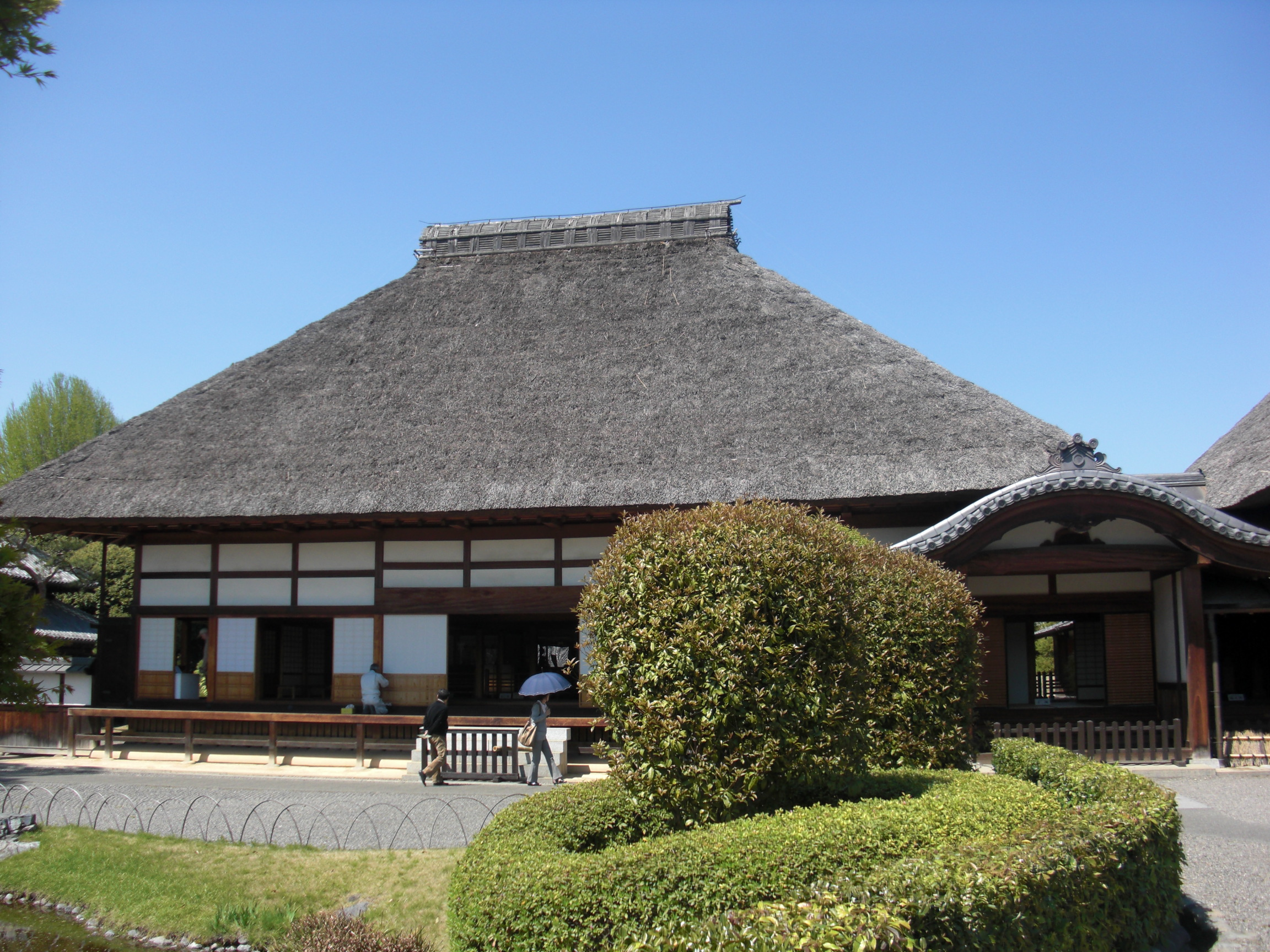
Hauptgebäude

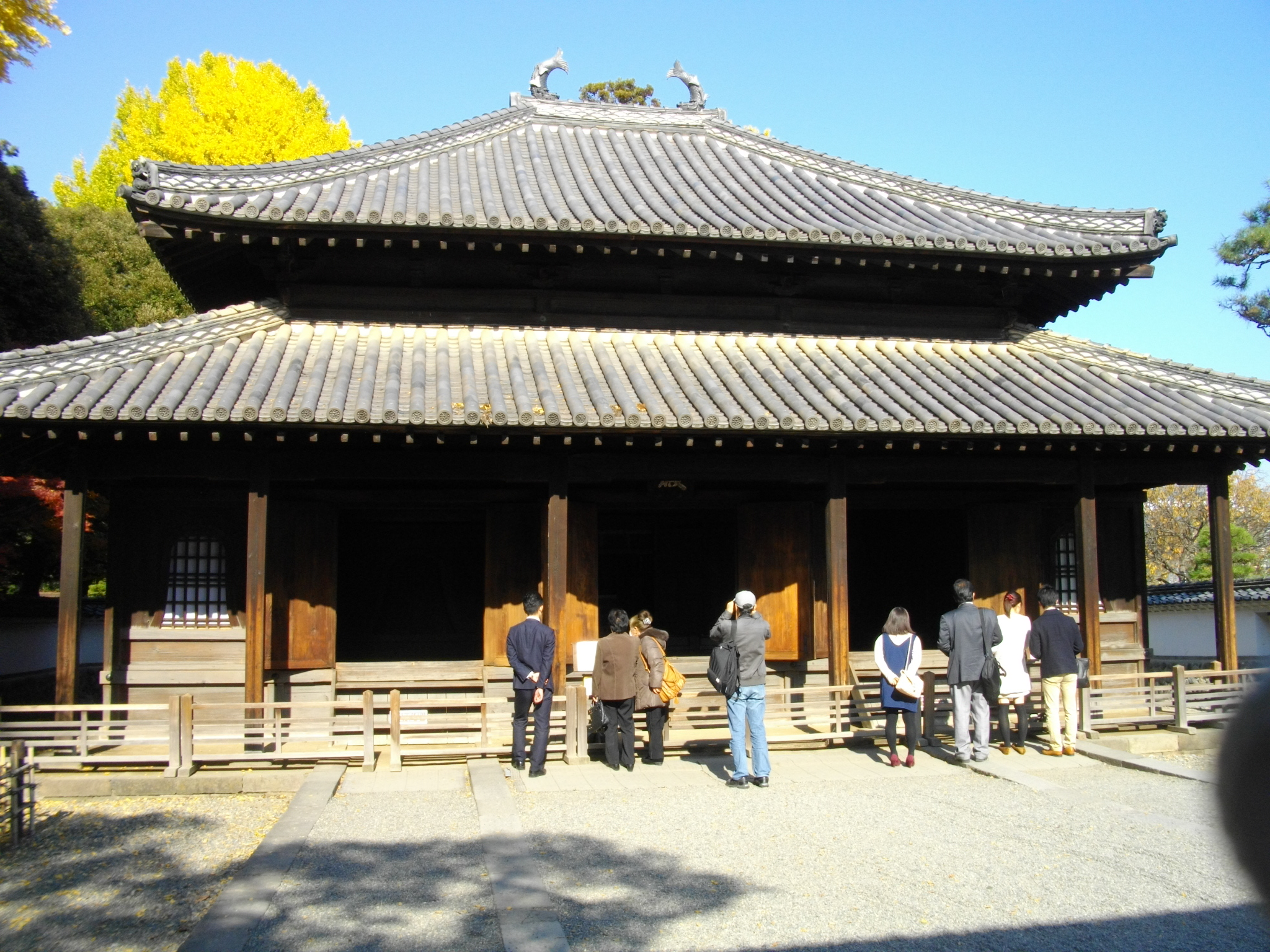
Gedenkstätte für Konfuzius

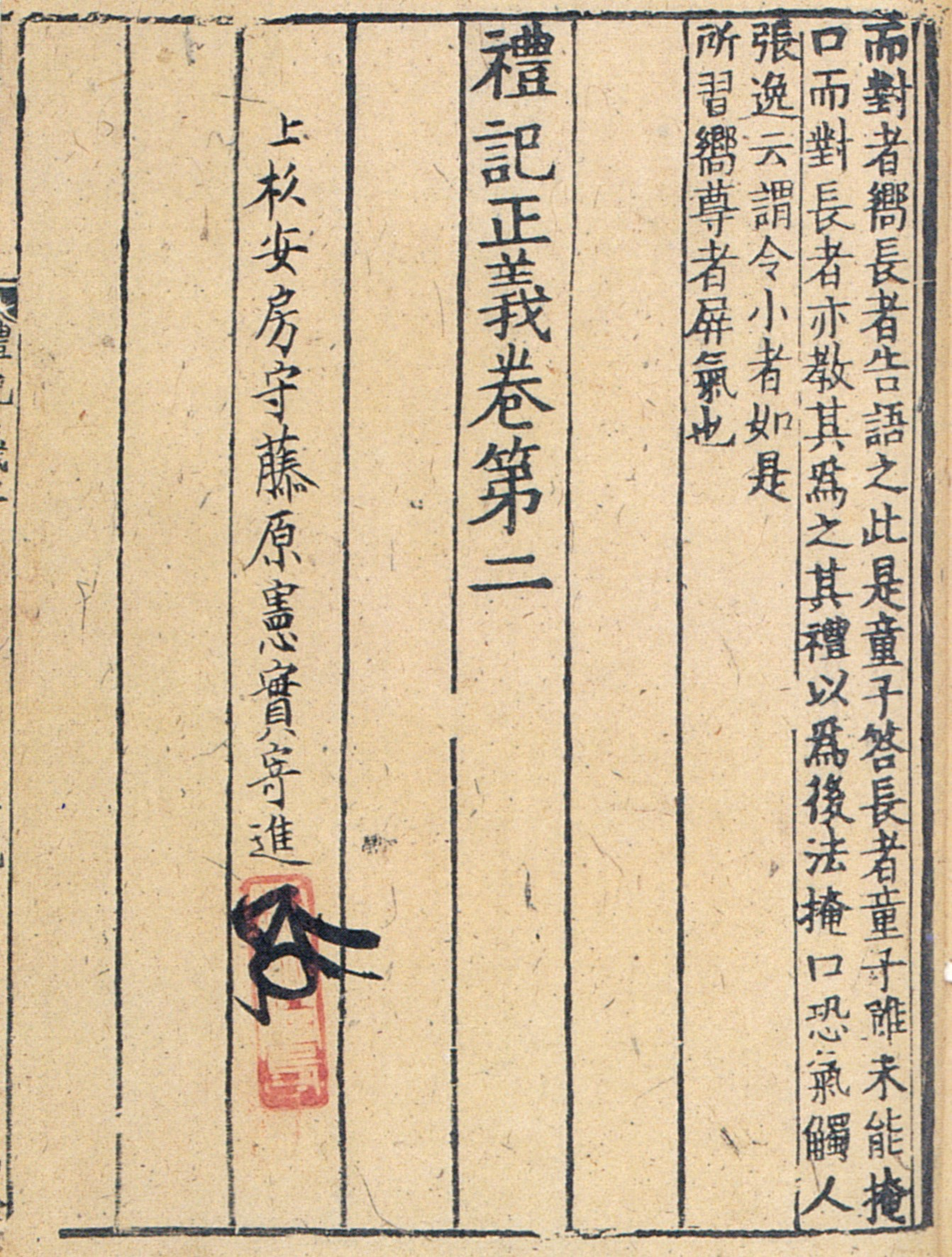
Letzte Seite aus einem Buch der Song-Zeit (Nationalschatz)

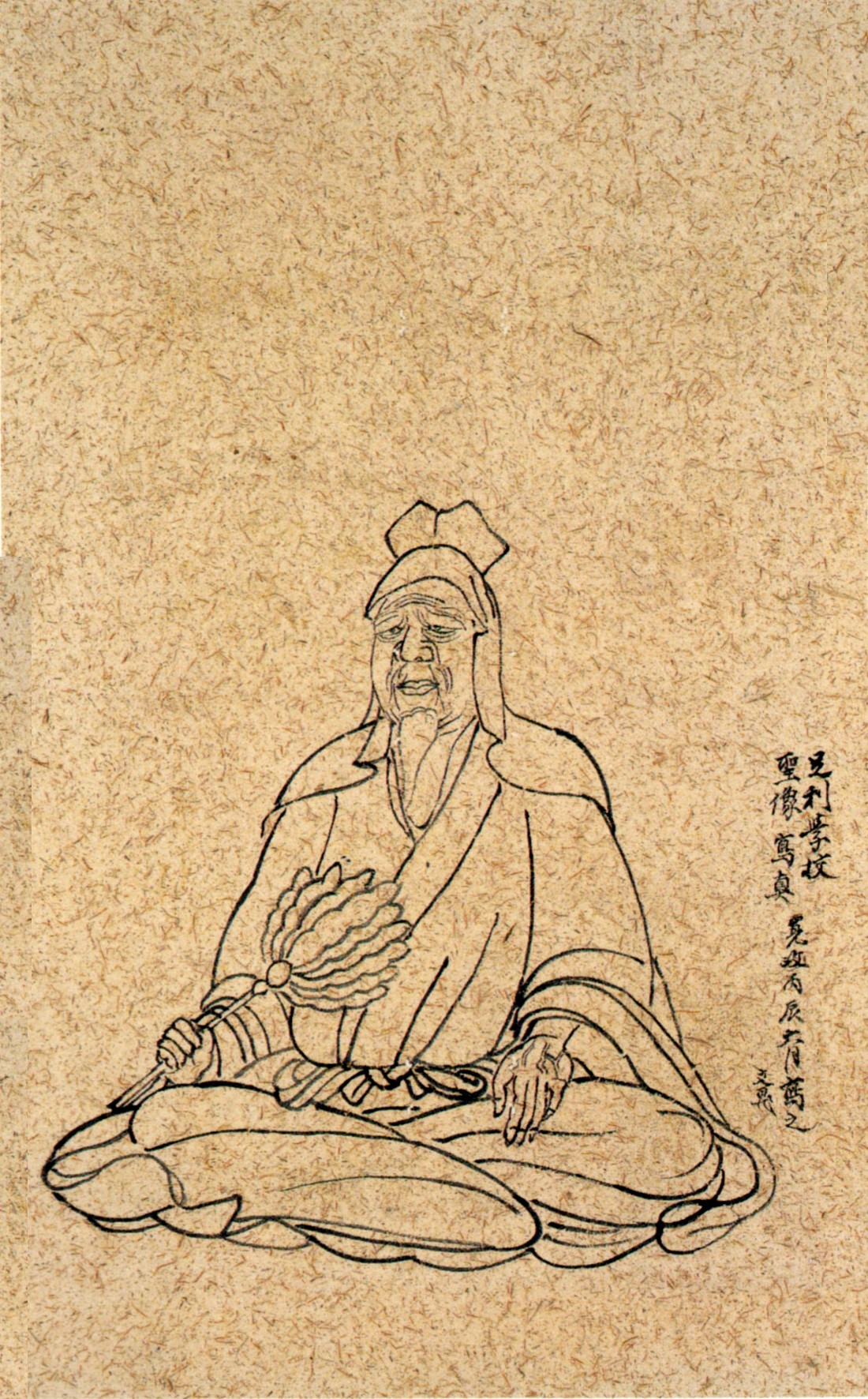
Der Heilige der Ashikaga-Schule - Konfuzius
(Tani Bunchō, 1796)

Die Ashikaga-Hochschule (japanisch 足利学校, Ashikaga gakkō) in der Stadt Ashikaga, (Präfektur Tochigi) bestand einige hundert Jahre bis 1871. Ihre größte Bedeutung hatte sie in der Muromachi-Zeit.

## Geschichte
Die Anfänge der Schule gehen bis in die Kamakura-Zeit zurück; sie gewann an Bedeutung, als die Fürsten Uesugi die Provinz regierten. Feldherr Uesugi Norizane (1410–1466) förderte die Schule, stiftete wichtige Werke der Song-Zeit und sorgte für eine detaillierte Benutzerordnung. Gelehrt wurde vor allem chinesische Literatur und Wissenschaft, zu der auch die Wahrsagekunst (Eki) gehörte. Der Jesuitenpriester Francisco de Xavier, der im Jahr 1549 die Missionierung Japans begann, rühmte die Schule als die bedeutendste des Landes.
Ihre Sammlung umfasste einige Tausend Bände, hauptsächlich chinesische Werke, die von Lehrern und Schülern gestiftet worden waren. Während der kriegerischen Auseinandersetzungen im sechzehnten Jahrhundert wurden die Bestände von Toyotomi Hideyoshi nach Kyōto gebracht. Als wenig später Tokugawa Ieyasu an die Macht kam, veranlasste er deren Rückführung und unterstützte die Schule und die Bibliothek.

## Die Anlage heute
Die Schule bestand aus zwei Teilen, dem Ostteil mit der eigentlichen Schule und dem Westteil mit der Gedenkstätte für Konfuzius. Während die Gedenkstätte erhalten blieb, wurde das Schulgelände für den Bau einer modernen Grundschule genutzt. Als es in den 1975er Jahren notwendig wurde, diese Grundschule zu erweitern, entschloss man sich, sie zu verlegen. So konnte 1982 mit der Rekonstruktion der Ashikaga-Schule begonnen werden, die 1990 abgeschlossen wurde.

### Erhaltener Westteil
- Gedenkstätte für Konfuzius (孔子廟, Kōshi-byō oder 聖廟, Seibyō),
- Äußeres Tor (入徳門, Nyūtoku-mon) von 1668 mit dem Namensschild von 1840,
- Inneres Tor (学校門, Gakkō-mon) von 1668, gewissermaßen das Symbol der Schule,
- Tor zur Gedenkstätte (杏壇門, Kyōdan-mon) ursprünglich von 1668, nach einem Brand 1892 wieder hergestellt,
- Vermächtnis-Bibliothek (遺跡図書館, Iseki toshokan), ursprünglich 1903 für das bibliographische Erbe gebaut, heutiger Bau von 1915,
- Bücherspeicher (収蔵庫, Shūzōko), 1967 für die Nationalschätze u. a. Wertvollen Buchbestände erbaut.
- Schließlich finden sich 17 Grabsteine in dem Westteil, von denen allerdings nur acht namentlich identifizierbar sind.
- Zwei Bäume sind von Bedeutung: die „Lesehilfe-Kiefer“ (字降松, Kanafuri-matsu), an die der Student einen Zettel mit einem nicht lesbaren oder unverständlichen Kanji hängt und am nächsten Tag die Kana-Umschrift und hilfreiche Erklärung findet, und die Pistacia chinensis (楷樹, Kai-no-ki), die 1922 aus einem Samen von Konfuzius’ Grab gezogen wurde.

### Rekonstruierter Ostteil
Der Ostteil ist an zwei Seiten vom wieder hergestellten Wall und Graben umgeben. Folgende Gebäude, deren originale Namensgebung der eines Zen-Klosters folgt, wurden 1990 rekonstruiert:
- Hauptgebäude (方丈, Hōjō),
- Speisehaus (庫裡, Kuri),
- Rektorenzimmer (書院, Shoin),
- Schlafräume (衆寮, Shuryō),
- Größere und kleinere Speicher,
- Hinteres Tor (裏門, Ura-mon),
- Nord- und Südgarten.

## Die Sammlung
Nach der Meiji-Restauration wurde die Hochschule 1871 aufgelöst, Bücher und Geräte fielen an die Präfektur Tochigi, die 1903 die „Gedenkbibliothek der Ashikaga-Hochschule“ (足利学校記念図書館, Ashikaga gakkō kinen toshokan) einrichtete, um den noch vorhandenen ca. 4.000 Bänden einen würdigen Rahmen zu geben. Die Sammlung dann im Laufe der Jahre erweitert und ist heute eine Forschungsbibliothek mit knapp 60.000 Bänden.
Aus dem alten Bestand sind Werke der Song-Zeit als Nationalschätze bzw. Wichtige Kulturgüter registriert. Die Sammlung umfasst nicht nur Bücher, es gehören auch Rollbilder und Kunstgegenstände dazu.